# Мізеджен Зогу
Албанська принцеса Мізеджен Зогу (алб. Princeshë Myzejen Zogu të Shqipërisë; 6 лютого 1905 — 10 квітня 1969) — албанська принцеса. Спочатку принцеса була виключена з громадського життя та мало помічена на публіці, але пізніше представляла свого брата короля Ахмета Зогу на багатьох королівських заходах. На початку Другої світової війни принцеса покинула Албанію. У 1940 році Мізеджен поїхала слідом за своїм братом, поваленим королем, у вигнання до Великої Британії. Згодом принцеса разом із сестрами виїхала жити до Франції, хоча ніколи не переставала хвилюватися та віддаватися (навіть на відстані, перебуваючи у вигнанні) за свою батьківщину, Албанію.

## Життя
Вона була дочкою Джемаля-паші Зогу та Садіє Топтані та однією з шести сестер короля Албанії Зогу I. Коли у 1928 році її брат став монархом, вона та її брати та сестри отримали статус принца та принцеси Зогу.
На відміну від двох своїх старших сестер, принцеси Аділь Зогу та Нафіє Зогу, яких рідко бачили на публіці, король дав своїм чотирьом молодшим сестрам офіційні ролі в королівському представництві. У перші роки його правління принцеси жили традиційним ізольованим життям у королівському палацовому комплексі і рідко з'являлися поза родинним колом, але це змінилося до моменту весілля принцеси Сеніє в 1936 році. Починаючи з того року, король регулярно влаштовував офіційні королівські бали, а його чотири молодші сестри з'являлися на публіці, виконуючи офіційні королівські представницькі завдання: принцесі Сеніє доручали завдання в галузі охорони здоров'я, Рухіє Зогу — освіти, Мізеджен Зогу — культури, а Макшиде Зогу займалася завдання в рамках спорту. Щоб підготувати їх до цього завдання, їм давали уроки гри на фортепіано, танців, мови та верхової їзди, а також відправляли в кілька подорожей до Західної Європи, де вони стали відомі своїми дорогими поїздками по магазинах. Коли в 1937 році король заборонив хіджаб, він подбав про те, щоб його сестри з'являлися на публіці без чадри й одягнені за західною модою, як приклад для інших жінок.
Перед королівським весіллям короля в 1938 році три наймолодші принцеси здійснили поїздку в США, де їм приділяли велику увагу. У 1938 році ходили чутки, що вона мала вийти заміж за єгипетського принца Абдула Монейма, двоюрідного брата короля Фарука, але вона так і не вийшла заміж.

## Вигнання
Мізеджен залишила Албанію разом з рештою королівської родини в 1939 році після початку Другої світової війни та в 1940 році поїхала за колишнім монархом у вигнанні до Великої Британії. Вона, а також решта сестер, окрім Аділе, в 1946 році поїхали за Зогу до Єгипту. У 1955 році вона та решта сім'ї поїхали слідом за Зогу до Франції, де він і помер. До самої смерті вона жила у Франції разом із сестрами.

## Походження
|  |                                         |  |  |  |  |  |  |  |  |  |  |  |  |  |  |  |
|  | 8. Махмуд-паша Зоголлі, губернатор Маті |  |  |  |  |  |  |  |  |  |  |  |  |  |  |  |
|  |                                         |  |  |  |  |  |  |  |  |  |  |  |  |  |  |  |
|  |                                         |  |  |  |  |  |  |  |  |  |  |  |  |  |  |  |
|  | 4. Джелал Паша Зоголлі, губернатор Маті |  |  |  |  |  |  |  |  |  |  |  |  |  |  |  |
|  |                                         |  |  |  |  |  |  |  |  |  |  |  |  |  |  |  |
|  |                                         |  |  |  |  |  |  |  |  |  |  |  |  |  |  |  |
|  | 2. Джемал-паша Зогу, губернатор Маті    |  |  |  |  |  |  |  |  |  |  |  |  |  |  |  |
|  |                                         |  |  |  |  |  |  |  |  |  |  |  |  |  |  |  |
|  |                                         |  |  |  |  |  |  |  |  |  |  |  |  |  |  |  |
|  | 5. Рухіє Алтуні                         |  |  |  |  |  |  |  |  |  |  |  |  |  |  |  |
|  |                                         |  |  |  |  |  |  |  |  |  |  |  |  |  |  |  |
|  |                                         |  |  |  |  |  |  |  |  |  |  |  |  |  |  |  |
|  | 1. Принцеса Мізеджен Албанська          |  |  |  |  |  |  |  |  |  |  |  |  |  |  |  |
|  |                                         |  |  |  |  |  |  |  |  |  |  |  |  |  |  |  |
|  |                                         |  |  |  |  |  |  |  |  |  |  |  |  |  |  |  |
|  | 6. Салах Бей Топтані                    |  |  |  |  |  |  |  |  |  |  |  |  |  |  |  |
|  |                                         |  |  |  |  |  |  |  |  |  |  |  |  |  |  |  |
|  |                                         |  |  |  |  |  |  |  |  |  |  |  |  |  |  |  |
|  | 3. Садіє Топтані                        |  |  |  |  |  |  |  |  |  |  |  |  |  |  |  |
|  |                                         |  |  |  |  |  |  |  |  |  |  |  |  |  |  |  |
|  |                                         |  |  |  |  |  |  |  |  |  |  |  |  |  |  |  |
|  | 7. Анні Топтані                         |  |  |  |  |  |  |  |  |  |  |  |  |  |  |  |
|  |                                         |  |  |  |  |  |  |  |  |  |  |  |  |  |  |  |
|  |                                         |  |  |  |  |  |  |  |  |  |  |  |  |  |  |  |